# Низи (селище)
Низи́ (до середини XIX століття — Низ) — селище (до 1960 року — село) в Україні, у Садівській сільській громаді Сумського району Сумської області.  До 2020 адміністративний центр Низівської селищної ради. Розташовано за 20 км від районного центру — міста Суми.

## Географічне розташування
Селище міського типу Низи знаходиться на лівому березі річки Псел в місці впадання в неї річки Сироватка, вище за течією річки Сироватка на відстані 0,5 км розташоване село Нижня Сироватка, на протилежному березі річки Псел — село Лугове. Річки в цьому місці звивисті, утворюють лимани, стариці та заболочені озера. До селища веде залізнична гілка, станція Низи.
Біля села знаходиться орнітологічний заказник загальнодержавного значення Журавлиний заказник.

## Історичні відомості
Низи відомі з 1662 року. 
Засновником селища є Герасим Кондратьєв, який 10 років тому заснував місто Суми. Спочатку все населення складалося із козаків, але згодом сюди заселилися і жінки. Саме тут Кондратьєв заснував своє помістя. 
Упродовж двох сторічь, село належало Кондратьєвим - полковникам Сумського полку. Після Герасима, селищем почергово керували його сини, але коли до влади прийшов син Андрій, він затвердив свою владу для нащадків. Після Андрія, правив його син - Іван, потім - його однойменний син, далі - син попереднього володаря, Степан, а після Степана - його син Іван, а вже після нього - його син Дмитро. Останнім був Микола Дмитрович Кондратьєв, який у 1880 році продав маєток та землі підприємцю Дмитру Суханову.
За даними на 1864 рік у власницькому селі Сумського повіту Харківської губернії мешкало 1153 особи (574 чоловічої статі та 579 — жіночої), налічувалось 850 дворових господарств, існували православна церква, цукровий та цегельний заводи.

Пам'ятник П. І. Чайковському у селищі Низи

Упродовж 1871–1879 років, щоліта у Низах відпочивав П. І. Чайковський. Тут він написав музику до опери «Коваль Вакула», працював над Другою та Третьою симфоніями, а також іншими музичними творами. У будинку, де мешкав видатний композитор, організовано меморіальний музей.
У другій половині 19 століття, тут жив революціонер Лев Бабка.
Під час Другої світової війни, у боях брали участь понад 700 жителів селища, з них майже 300 — загинули. На честь воїнів-визволителів зведено меморіальний комплекс.
В 1960 році село отримало статус селища міського типу.
12 червня 2020 року, відповідно до Розпорядження Кабінету Міністрів України № 723-р «Про визначення адміністративних центрів та затвердження територій територіальних громад Сумської області» увійшло до складу Садівської сільської громади.
19 липня 2020 року, в результаті адміністративно-територіальної реформи та ліквідації Сумського району(1923—2020), селище увійшло до складу новоутвореного Сумського району.

### Російсько-українська війна
Під час повномасштабного вторгнення росії в Україну, селище окупували російські війська, згодом Низи було звільнено Збройними силами України.

## Населення

### Чисельність населення
| 1959 | 1979 | 1989 | 2001 | 2016 |
| ---- | ---- | ---- | ---- | ---- |
| 4209 | 3480 | 3209 | 2928 | 2849 |

### Розподіл населення за рідною мовою(2001)
| українська мова | російська |
| --------------- | --------- |
| 94,54%          | 5,12%     |

## Адміністрація
Селищній раді підпорядковано село Лугове.

## Економіка
У селищі знаходиться Низівський цукровий комбінат, заснований 1841 року. На даний час комбінат практично повністю демонтований.
Селище має 2896 га сільськогосподарських угідь, у тому числі 1907 га пашні.

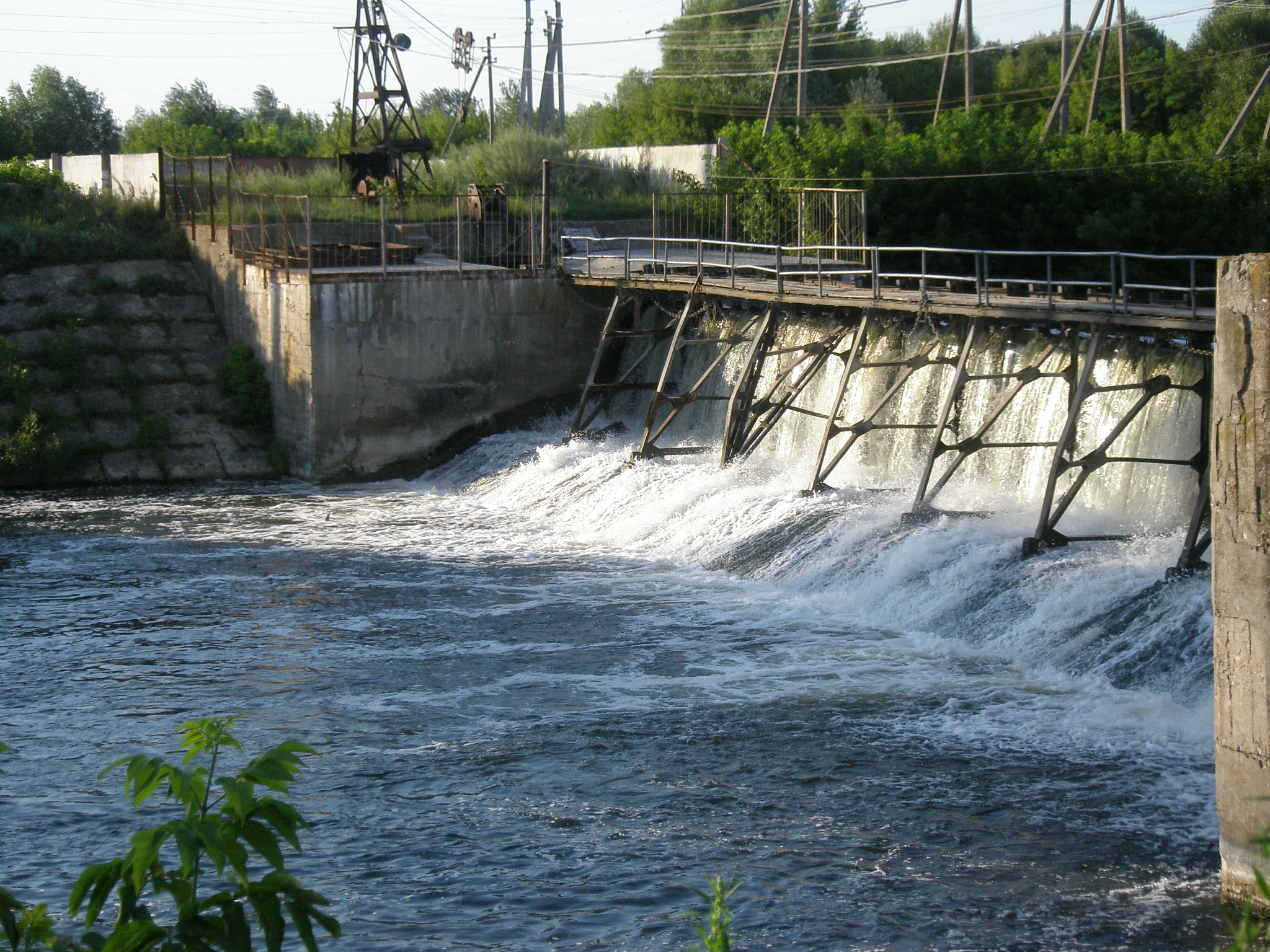
Низівська ГЕС

Господарство вирощує цукровий буряк та зернові культури. Також тут розвинено м'ясо-молочне тваринництво.
Діють Низівська ГЕС, Низівський автозагін Сумського автотранспортного підприємства №18661, хлібопекарня, лісництво.

## Транспорт
У селищі є однойменна залізнична станція на лінії Суми — Люботин.

## Освіта та охорона здоров'я

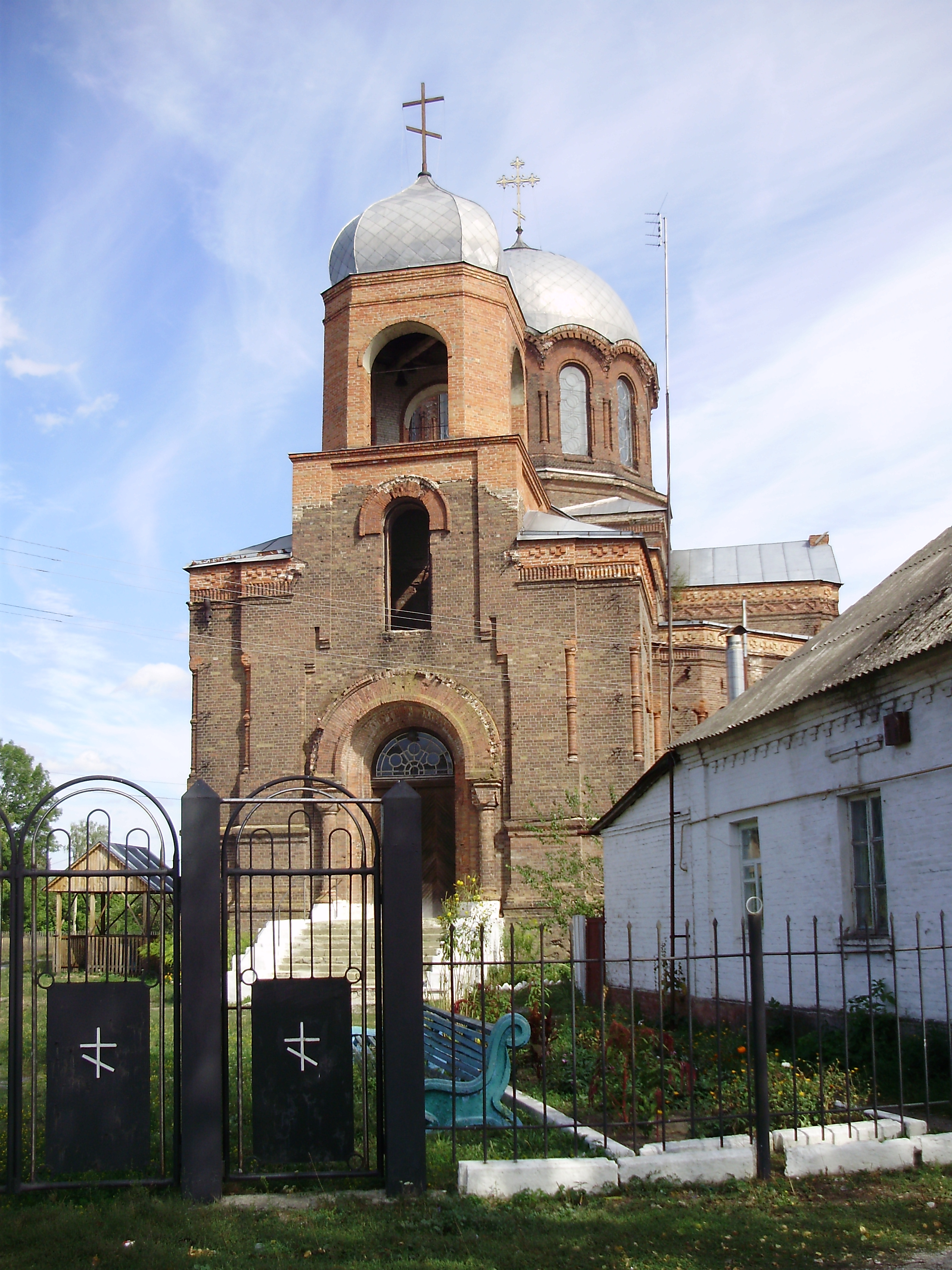
Один з храмів у Низах (нині на реставрації)

У селищі є середня школа, філія Сумської дитячої музичної школи, дитячий садок та три бібліотеки з фондом у 27,8 тисяч примірників.
Також у Низах діє дільнична лікарня.

## Персоналії
- Асмолов Іван Олексндрович — український підприємець, селекціонер, меценат.
- Несвіт Василь Андрійович — український залізничник, начальник Південної залізниці у 1997—2000 роках, почесний залізничник, заслужений працівник транспорту України.
- Остапов Сергій Дмитрович — бригадир слюсарів-складальників Сумського насосного заводу Сумської області. Депутат Верховної Ради СРСР 5-го скликання.